# Lititz, Pennsylvania
Lititz, Pennsylvania (енгл. Lititz) град је у америчкој савезној држави Пенсилванија.

## Демографија
По попису из 2010. године број становника је 9.369, што је 340 (3,8%) становника више него 2000. године.
| Група             | 2000.         | 2010.         |
| Белци             | 8.700 (96,4%) | 8.659 (92,4%) |
| Афроамериканци    | 40 (0,4%)     | 119 (1,3%)    |
| Азијати           | 79 (0,9%)     | 111 (1,2%)    |
| Хиспаноамериканци | 137 (1,5%)    | 345 (3,7%)    |
| Укупно            | 9.029         | 9.369         |